# Velika Gorica
Velika Gorica ([ˈʋɛlika ˈɡɔritsa], deutsch veraltet Groß-Gorica) ist die größte und bevölkerungsreichste Stadt der Gespanschaft Zagreb südlich der kroatischen Hauptstadt Zagreb.
Sie ist der informelle Hauptort der Region Turopolje. Im Altslawischen bedeutet Turopolje „Stierfeld“ oder „Feld der Stiere“.
Velika Gorica hat 63.517 Einwohner und wird häufig auch als Vorort von Zagreb bezeichnet. Nördlich grenzt die Stadt an Zagreb, südlich von ihr befinden sich die Gemeinden Kravarsko und Pokupsko. Die Stadt ist Heimat des Fußballvereins Radnik („Arbeiter“) der teilweise der ersten kroatischen Fußballliga angehört hat.
Das Wappen der Stadt wird durch ein Ritterschild dargestellt, auf dem ein silberner Stier (altslawisch: tur, kroatisch: bik) ein Gemeindehaus mit rotem Dach festhält. Im linken oberen Eck befinden sich drei sechseckige Sterne, rechts oben ein silberner Halbmond.

## Geschichte
Die Stadt wird zum ersten Mal im Jahr 1228 als Standort einer Kirche erwähnt. Jedoch sind bei Ausgrabungen Spuren einer Jäger- und Sammlerkultur aus der Steinzeit sowie einer sehr frühen landwirtschaftlich organisierten Gruppe gefunden worden, was auf die Fruchtbarkeit des Gebietes zurückzuführen sein dürfte.

## Verkehr

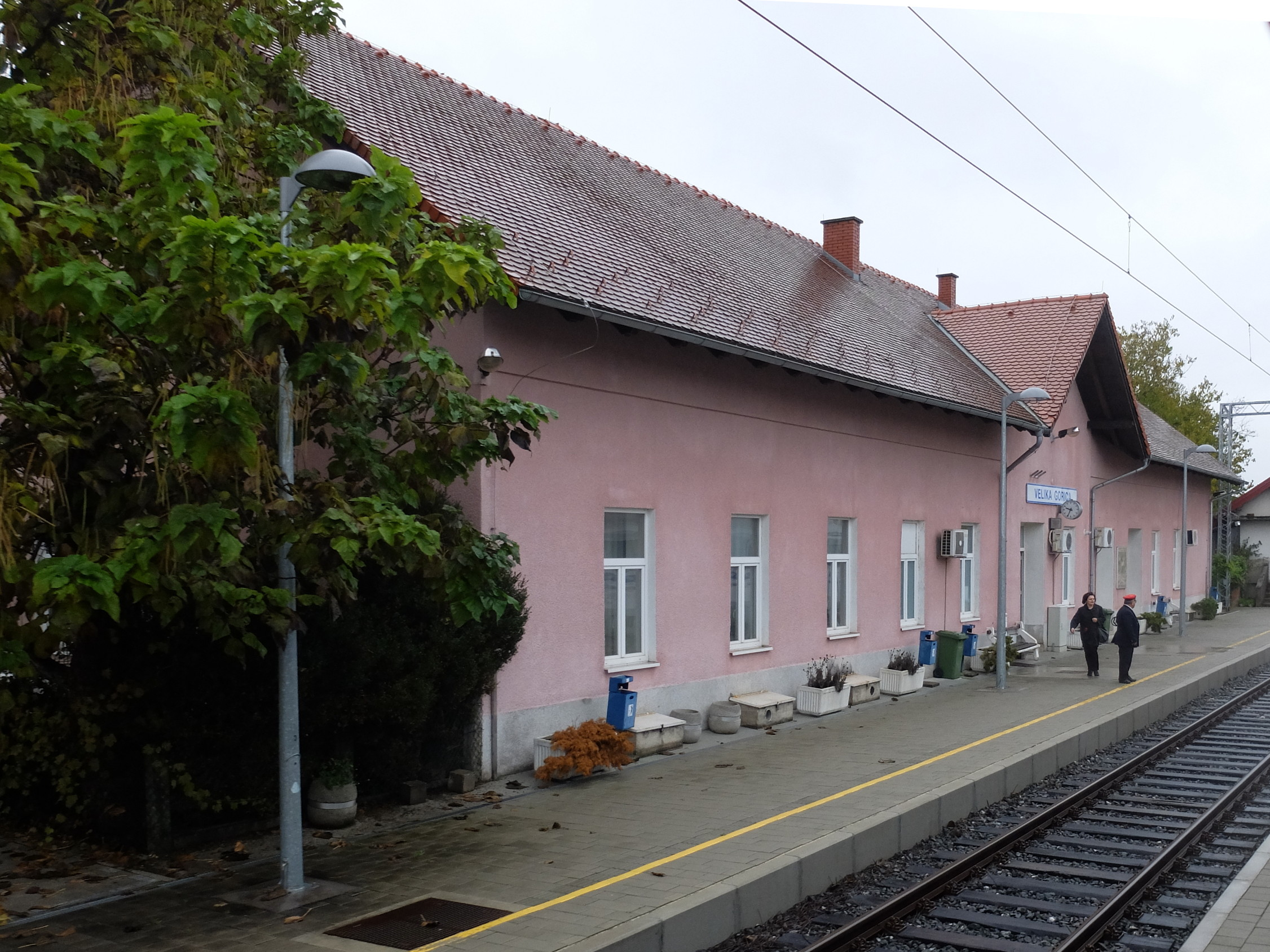
Bahnhof

Velika Gorica liegt an der Kreuzung der Nationalstraßen D 30 (Zagreb-Petrinja/Sisak) und D 31 (nach Glina in der Banovina). Im Bau ist zudem die Autobahn A11, welche im Wesentlichen der Route der D 30 folgt und die Städte und Dörfer entlang der Straße entlasten soll. Sie fungiert zugleich als westliche Ortsumgehung für Velika Gorica. Die Stadt verfügt über zwei Anschlussstellen – Velika Gorica-sjever und Velika Gorica-jug sowie einen Bahnhof an der Strecke Zagreb–Sisak, der allerdings außerhalb des Stadtzentrums liegt.
Der städtische Nahverkehr ist seit Juli 2024 kostenlos (auch für nicht dort wohnende Personen). Es werden entsprechende Gratisfahrscheine ausgegeben.
In Velika Gorica befindet sich neben dem internationalen Flughafen Zagreb (in Pleso) auch ein Sportflugplatz (Buševec).

## Persönlichkeiten
- Vladimir Bakarić (1912–1983), Politiker
- Ivan Šuker (1957–2023), Politiker
- Tomislav Butina (* 1974), Fußballspieler
- Adriana Rajković (* 1996), Tennisspielerin